# Thijs Hendriks
Thijs Hendriks (Malden, 5 februari 1985) is een Nederlands voormalig voetballer die bij voorkeur in de aanval speelde. Hij speelde het merendeel van zijn carrière voor Achilles '29. Hij is de zoon van Jos Hendriks, die onder meer bij N.E.C. en FC Wageningen speelde.

## Carrière

### N.E.C.
Hendriks speelde bij de plaatselijke ploeg Juliana '31 tot hij in de D1 werd gescout door het Nijmeegse N.E.C., waar hij de verdere jeugdopleiding doorliep. Hij koos in de B1 liever voor zijn HAVO diploma dan voor Feyenoord, PSV of Vitesse. Eenmaal in de selectie van het eerste elftal van de Nijmeegse eredivisionist moest hij echter Romano Denneboom voor zich dulden. Hendriks kwam hierdoor in twee seizoen slechts viermaal tot spelen, waarin hij eenmaal wist te scoren, tegen FC Twente. Na zijn tweede seizoen als reservespeler besloot Hendriks om te vertrekken. Fortuna Sittard en Haarlem hadden interesse, maar hij koos voor een contract bij de amateurclub Achilles '29.

### Achilles '29

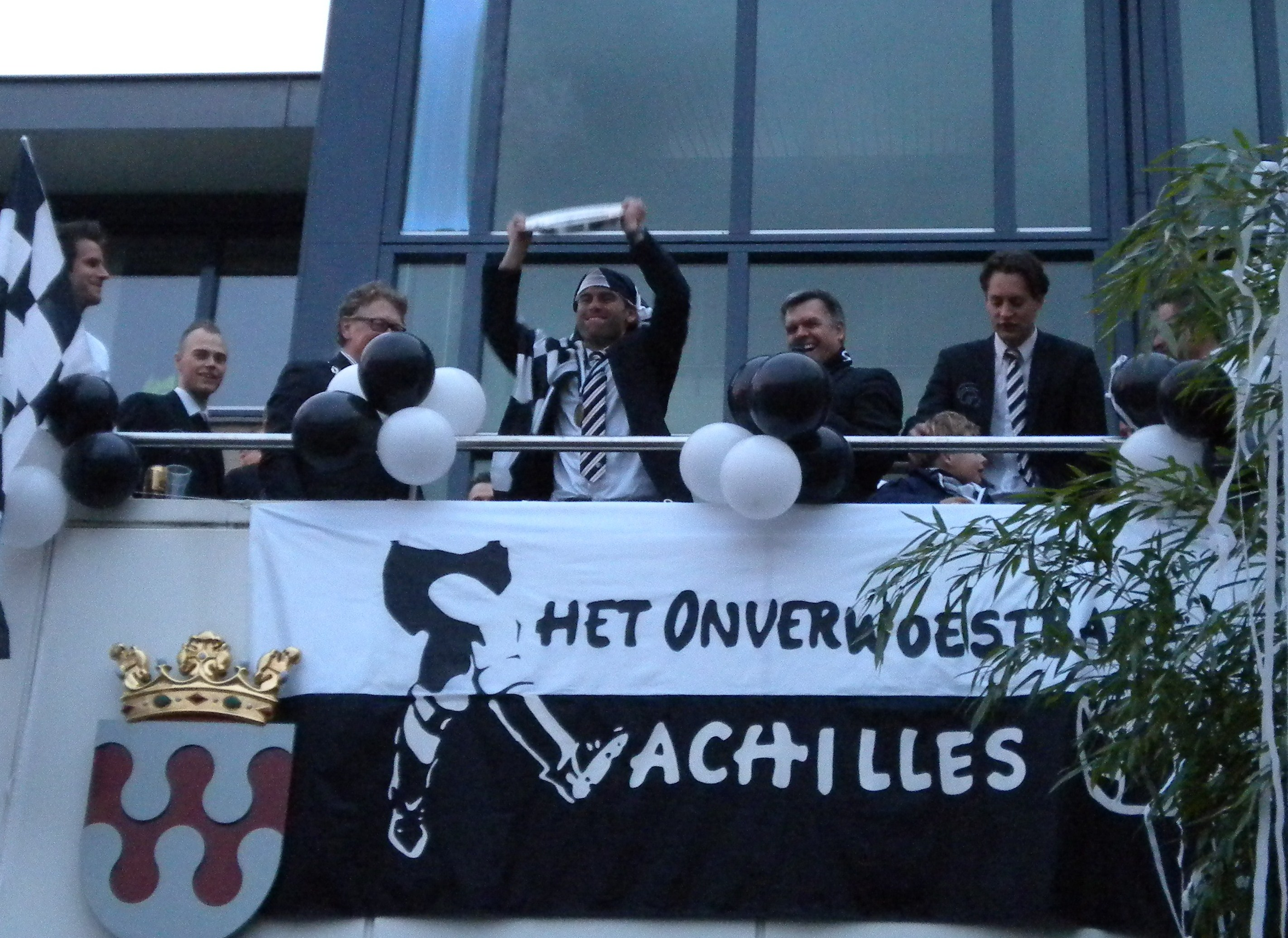
Hendriks tijdens de huldiging van Achilles '29 op het gemeentehuis van Groesbeek na het behalen van het kampioenschap in 2013

In de loop der jaren werd Hendriks een vaste waarde geworden in de opstelling van toenmalig hoofdcoach Eric Meijers. Hij werd in 2006 en 2008 kampioen in de Hoofdklasse Zondag C, maar halverwege het seizoen 2010/11 leek hij de overstap naar rivaal De Treffers te maken. Hendriks veranderde echter van gedachten, maar De Treffers claimde dat Hendriks al een contract had getekend en spande een rechtszaak aan. In september 2011 liet deze club weten de aanklachten na overleg met Hendriks en zijn werkgever te laten vallen.
Op 22 april 2012 werd Hendriks voor de derde keer kampioen met Achilles, mede door een goal van hem in de kampioenswedstrijd tegen Argon (6-2). Drie weken later, op 13 mei, speelde Hendriks zijn 200e wedstrijd in het shirt van Achilles '29. De wedstrijd tegen UNA werd met 2-3 verloren. Een week later mochten de kersverse kampioenen aantreden voor een tweeluik met zaterdagkampioen Spakenburg. Hendriks wist, net als zijn collega-spits Frank Hol, in allebei de wedstrijden te scoren, 3-0 en 0-2, waardoor Hendriks voor het eerst landskampioen werd bij de amateurs.
Hendriks zat met een knieblessure aan de kant tijdens de wedstrijd op de Super Cup voor amateurs op 11 augustus 2012, maar kreeg desondanks toch een winnaarsmedaille nadat zijn ploeg met 2-1 van Leonidas wist te winnen. In het hieropvolgende seizoen wist het team van Jan van Deinsen het kunstje van Meijers te herhalen door wederom kampioen te worden in de Topklasse Zondag. Hendriks had hier met 8 doelpunten en 9 assists een groot aandeel in. Het landskampioenschap ging ditmaal echter verloren, over twee wedstrijden was Katwijk met 0-0 en 0-3 te sterk.
Na dit seizoen promoveerde Achilles met François Gesthuizen als nieuwe trainer naar de Jupiler League. Hierin debuteerde hij op 3 augustus 2013 in de uitwedstrijd tegen FC Emmen. Mede dankzij zijn assist op Frank Hol hielden de Groesbekers een punt over aan het profdebuut. Een week later zorgde zijn assist op diezelfde Hol voor het eerste thuisdoelpunt in het profvoetbal en op 2 september betekende zijn assist op Daniël van Straaten de eerste overwinning in het betaald voetbal (FC Oss, 0-1). Zeven dagen later scoorde Hendriks na acht en een half jaar weer een doelpunt in het profvoetbal: de openingstreffer in de 2-1-overwinning tegen Jong Ajax. Op 14 december miste Hendriks voor de eerste keer van het seizoen een wedstrijd: door een hamstringblessure kon hij niet opdraven tegen Helmond Sport. Na de winterstop was Hendriks wel weer van de partij en op 25 januari 2014 scoorde hij zijn tweede treffer van het seizoen tegen koploper FC Dordrecht (4-2 verlies). Op 9 maart moest hij door een blessure de thuiswedstrijd met VVV-Venlo missen, een week later scoorde hij tegen Jong Ajax (2-1) het enige Groesbeekse doelpunt en twee weken hierna maakte hij de enige en winnende treffer in de wedstrijd met Telstar. Op 21 april scoorde hij de eretreffer voor Achilles op bezoek bij FC Volendam (5-1). In 35 competitiewedstrijden kwam hij tot 5 doelpunten en 8 assists, in de KNVB beker gaf hij in twee wedstrijden vier assists (allemaal tegen HSC '21).
In het seizoen 2014/15 werden zowel aanvoerder Twan Smits als reserve-aanvoerder Tim Verhoeven gepasseerd ten faveure van respectievelijk Lion Kaak en Mehmet Dingil, waardoor Hendriks de aanvoerdersband droeg. Op 25 oktober besloot Gesthuizen om Hendriks ook definitief de aanvoerdersband te geven. Doordat Achilles het seizoen met maar twee aanvallers begon, speelde Hendriks vanaf het begin van het seizoen weer met Freek Thoone in de spits, in plaats van op 'tien', zoals het jaar ervoor door de blessure van Daan Paau. Al vroeg liet hij zien het scorend vermogen van het seizoen 2011/12 niet verloren te zijn: in zijn eerste acht wedstrijden scoorde hij zes keer, waaronder een doelpunt vlak voor tijd tegen FC Twente in de KNVB beker. Tegen een Jong Ajax met onder meer Stefano Denswil en Kenneth Vermeer scoorde hij in de laatste minuut zijn derde doelpunt in drie wedstrijden tegen de Amsterdammers, wat de 3-2 betekende en de Groesbekers zo hun eerste winst van het seizoen opleverde. Diezelfde dag gaf hij een assist op Stefan Maletić en kreeg hij na zijn doelpunt een tweede gele kaart omdat hij zijn shirt uittrok, waardoor hij het veld moest verlaten en tegen Fortuna Sittard geschorst was. Verder scoorde hij met een volley de 1-2 in de thuiswedstrijd tegen Sparta (1-3), scoorde hij in een kwartier twee keer op aangeven van Thoone tegen FC Oss (2-2) en was hij met een doelpunt en een assist belangrijk in de 0-4 uitoverwinning tegen RKC Waalwijk. Op 8 november scoorde hij met een kopbal de aansluitende treffer 2-1 tegen Jong FC Twente (2-2). Twee weken later tegen Helmond Sport (3-2) was Hendriks opnieuw de uitblinker met twee doelpunten en een assist op Steven Edwards, vlak voor tijd miste hij echter een strafschop. Een week later gaf hij de assist op Freek Thoone, die het enige doelpunt maakte tegen FC Den Bosch (0-1). Op 9 februari 2015 scoorde hij na 8 minuten tegen Jong Ajax (2-1) de 0-1 na een fout van de debuterende doelman André Onana. Op 22 februari scoorde hij in de derby tegen zijn oude club N.E.C. (1-3) de openingstreffer na een half uur. Door een blessure moest hij vanaf 6 april toekijken.
In december 2014 werd bekend dat Hendriks zijn contract bij Achilles '29 met twee jaar verlengd heeft. In december 2016 maakte Hendriks bekend dat hij na afloop van het seizoen 2016/17 vertrekt bij Achilles.

### Spakenburg, DFS en Juliana '31
Op oudejaarsdag werd hij uit de selectie gezet en in januari 2017 ging hij op huurbasis voor SV Spakenburg in de Tweede divisie spelen. Met Spakenburg degradeerde hij uit de Tweede divisie. Achilles '29 had ondertussen verzuimd om zijn aflopende contract op te zeggen omdat het geen transitievergoeding wilde betalen. In juni 2017 werd zijn contract alsnog ontbonden en maakte Hendriks de overstap naar SV DFS dat uitkomt in de Zaterdag Hoofdklasse A. Vanaf het seizoen 2018/19 speelt Hendriks weer voor zijn jeugdclub Juliana '31. Met de club werd hij kampioen in de Eerste klasse. Vlak voor het einde van het seizoen raakte Hendriks ernstig geblesseerd aan zijn knie en hij stopte met voetballen.
In november 2019 werd hij coach bij RKSV Brakkenstein.

## Clubstatistieken
| Seizoen                      | Club           | Land           | Competitie           | Competitie | Competitie | Competitie | Beker | Beker | Beker | Overig | Overig | Overig | Totaal | Totaal | Totaal |
| Seizoen                      | Club           | Land           | Competitie           | Wed.       | Dlp.       | Ass.       | Wed.  | Dlp.  | Ass.  | Wed.   | Dlp.   | Ass.   | Wed.   | Dlp.   | Ass.   |
| ---------------------------- | -------------- | -------------- | -------------------- | ---------- | ---------- | ---------- | ----- | ----- | ----- | ------ | ------ | ------ | ------ | ------ | ------ |
| 2003/04                      | N.E.C.         | Nederland      | Eredivisie           | 1          | 0          | 1          | 0     | 0     | 0     | -      | -      | -      | 1      | 0      | 1      |
| 2004/05                      | N.E.C.         | Nederland      | Eredivisie           | 3          | 1          | 0          | 0     | 0     | 0     | -      | -      | -      | 3      | 1      | 0      |
| Clubtotaal                   | Clubtotaal     | Clubtotaal     | Clubtotaal           | 4          | 1          | 1          | 0     | 0     | 0     | 0      | 0      | 0      | 4      | 1      | 1      |
| 2005/06                      | Achilles '29   | Nederland      | Zondag Hoofdklasse C | ?          | ?          | ?          | 0     | 0     | 0     | ?      | ?      | ?      | ?      | ?      | ?      |
| 2006/07                      | Achilles '29   | Nederland      | Zondag Hoofdklasse C | ?          | ?          | ?          | 3     | 0     | ?     | ?      | ?      | ?      | ?      | ?      | ?      |
| 2007/08                      | Achilles '29   | Nederland      | Zondag Hoofdklasse C | ?          | ?          | ?          | 0     | 0     | 0     | ?      | ?      | ?      | ?      | ?      | ?      |
| 2007/08                      | Achilles '29   | Nederland      | Zondag Hoofdklasse C | ?          | ?          | ?          | 4     | 3     | ?     | ?      | ?      | ?      | ?      | ?      | ?      |
| 2007/08                      | Achilles '29   | Nederland      | Zondag Hoofdklasse C | ?          | ?          | ?          | 2     | 0     | 0     | ?      | ?      | ?      | ?      | ?      | ?      |
| 2010/11                      | Achilles '29   | Nederland      | Topklasse Zondag     | 22         | 7          | ?          | 4     | 2     | ?     | 3      | 2      | ?      | 29     | 11     | ?      |
| 2011/12                      | Achilles '29   | Nederland      | Topklasse Zondag     | 25         | 16         | ?          | 4     | 2     | 0     | 6      | 4      | ?      | 35     | 22     | ?      |
| 2012/13                      | Achilles '29   | Nederland      | Topklasse Zondag     | 25         | 9          | 11         | 1     | 1     | 0     | 2      | 0      | 0      | 23     | 10     | 11     |
| 2013/14                      | Achilles '29   | Nederland      | Jupiler League       | 35         | 5          | 8          | 2     | 0     | 4     | -      | -      | -      | 37     | 5      | 12     |
| 2014/15                      | Achilles '29   | Nederland      | Jupiler League       | 32         | 13         | 13         | 1     | 1     | 0     | -      | -      | -      | 33     | 14     | 13     |
| 2015/16                      | Achilles '29   | Nederland      | Jupiler League       | 25         | 4          | 4          | 2     | 0     | ?     | -      | -      | -      | 27     | 4      | ?      |
| Clubtotaal                   | Clubtotaal     | Clubtotaal     | Clubtotaal           | 264        | ?          | ?          | 26    | 9     | ?     | ?      | ?      | ?      | 317    | ?      | ?      |
| Carrièretotaal               | Carrièretotaal | Carrièretotaal | Carrièretotaal       | 268        | ?          | ?          | 26    | 9     | ?     | ?      | ?      | ?      | 320    | ?      | ?      |
| Bijgewerkt tot 30 april 2016 |                |                |                      |            |            |            |       |       |       |        |        |        |        |        |        |

Overig: districtsbeker (2005/06 - 2012/13), amateurbeker (2007/08, 2010/11), supercup (2010/11, 2011/12), landskampioenschap (2005/06, 2007/08, 2011/12, 2012/13)

## Privé
Hendriks woont samen met zijn vriendin in Nijmegen. Samen hebben ze twee zonen. Hij is werkzaam als fysiotherapeut.

## Erelijst
Achilles '29
- Zondag Hoofdklasse C: 2006, 2008
- Topklasse Zondag: 2012, 2013
- Algemeen amateurkampioenschap: 2012
- Districtsbeker Oost: 2008, 2011
- KNVB beker voor amateurs: 2011
- Super Cup amateurs: 2011, 2012
- Gelders Sportploeg van het jaar: 2012, 2013

 Juliana '31
- Eerste klasse zondag Zuid 1 1C: 2018/19